# Montage-Elektriker
Der Montage-Elektriker ([mɔnˈtaːʒə]) (anhörenⓘ) EFZ ist ein dreijähriger Lehrberuf in der Schweiz.
Er ist unter dem Elektroinstallateur angesiedelt.
Ausbildungsorte sind Lehrbetrieb, überbetriebliche Kurse und Berufsfachschule. Die Berufsschule ist ein Tag pro Woche.

## Voraussetzungen
Als Vorbildung ist eine abgeschlossene Volksschule notwendig. Des Weiteren normales Farbsehen (nicht farbenblind).

## Weiterbildungsmöglichkeiten
Verkürzte Ausbildung zum
- Elektroinstallateur/in EFZ
- Elektroplaner/in EFZ